# Dworek Cypriana Strużyńskiego
Dworek Cypriana Strużyńskiego – zespół dworski przy ulicy Zawichojskiej 2 w Sandomierzu, zbudowany w 1861 roku staraniem ówczesnych właścicieli rozległej nieruchomości usytuowanej na przedpolu Bramy Opatowskiej, tj. Matyldy i Cypriana Strużyńskich. Projektantem zespołu dworskiego był ówczesny architekt powiatowy Jan Lasota. Zespół składał się z dworku, oficyny oraz przydworskich budynków gospodarczych. Jako materiał budowlany do wzniesienia dworu posłużyła rozbiórkowa gotycka cegła z XV-wiecznej Bramy Zawichojskiej, która zawaliła się w 1857 roku i decyzją władz miasta cegła ta mogła być wykorzystywana na cele budowlane.
Po zakończeniu prac budowlanych Cyprian wraz z żoną przenieśli się ze starego domu rodziny Strużyńskich na Przedmieściu Opatowskim 10 (obecny dworek rodziny Sobolewskich przy ulicy Mickiewicza) i zamieszkali w nowo wybudowanym zespole dworskim na Przedmieściu Zawichojskim 2 (obecnie ul. Zawichojska 2). Dworek był murowany, parterowy, z ryzalitem pośrodku fasady frontowej (północnej). Wejście główne, usytuowane od strony południowej, poprzedzał ganek z daszkiem na drewnianych słupach. Wewnątrz panował układ amfiladowy a każdy pokój posiadał dwa okna. W latach 90. XIX w. Cyprian Strużyński rozbudował dwór: od strony północnej i południowej dobudowane zostały skrzydła o drewnianej konstrukcji ścian, a dach, pierwotnie czterospadowy, został przekształcony w dwuspadowy. Po rozbudowie budynek stracił częściowo swój pierwotny „dworkowy” charakter. Po śmierci Cypriana we wrześniu 1901 roku oraz jego żony Matyldy w roku 1910, w 1921 r. spadkobiercy podzielili większość gruntów rolnych otaczających zespół dworski od północy i sprzedali je jako działki budowlane. Przydworskie budynki gospodarcze (stajnia, stodoła, obora, drwalnia), które z biegiem lat zatraciły swój pierwotny charakter, w latach 30. XX w. zostały rozebrane.
Częstym gościem w dworku Strużyńskich był Andrzej Strug (Tadeusz Gałecki) – pisarz, działacz PPS, później senator RP, którego siostra, Wanda Gałecka, wyszła za mąż za Tadeusza Strużyńskiego – syna Cypriana i Matyldy. Został on upamiętniony w nazwie niewielkiej ulicy, wytyczonej na północ od zespołu dworskiego. Latem 1918 roku w dworku gościł pochodzący z niedalekiego Starego Garbowa generał Józef Dowbor-Muśnicki - dowódca I Korpusu Polskiego w Rosji i późniejszy dowódca polskich wojsk w trakcie powstania wielkopolskiego. Z kolei w połowie lat 50. zakupem dworku lub choćby części terenu przydworskiego był bardzo zainteresowany pisarz związany długie lata z Sandomierzem - Jarosław Iwaszkiewicz. Do sfinalizowania transakcji jednak nie doszło.
W 1959 roku zespół dworski został wpisany do rejestru zabytków ówczesnego województwa kieleckiego. Zabytkowy obiekt, chociaż cały czas był własnością prywatną, objęty był ustawowym kwaterunkiem miejskim. Po raz ostatni remontowany przez właścicieli w latach 60., z czasem znacznie podupadł. Pogarszający się stan techniczny dworku spowodował, że od 1993 r. jego lokatorzy zaczęli go opuszczać (ostatni w 2001 r.). W tym samym 2001 r. obiekt został zakupiony przez prywatnych inwestorów. Przeprowadzili oni gruntowne prace remontowo-konserwatorskie w budynkach dworu i oficyny, a w oparciu o odnalezioną w Archiwum Państwowym w Radomiu dokumentację odtworzyli inne, nieistniejące już obiekty zespołu dworskiego. Mieści się w nim obecnie „Hotel Sarmata”.